# Indisch-Orthodoxe Kirche

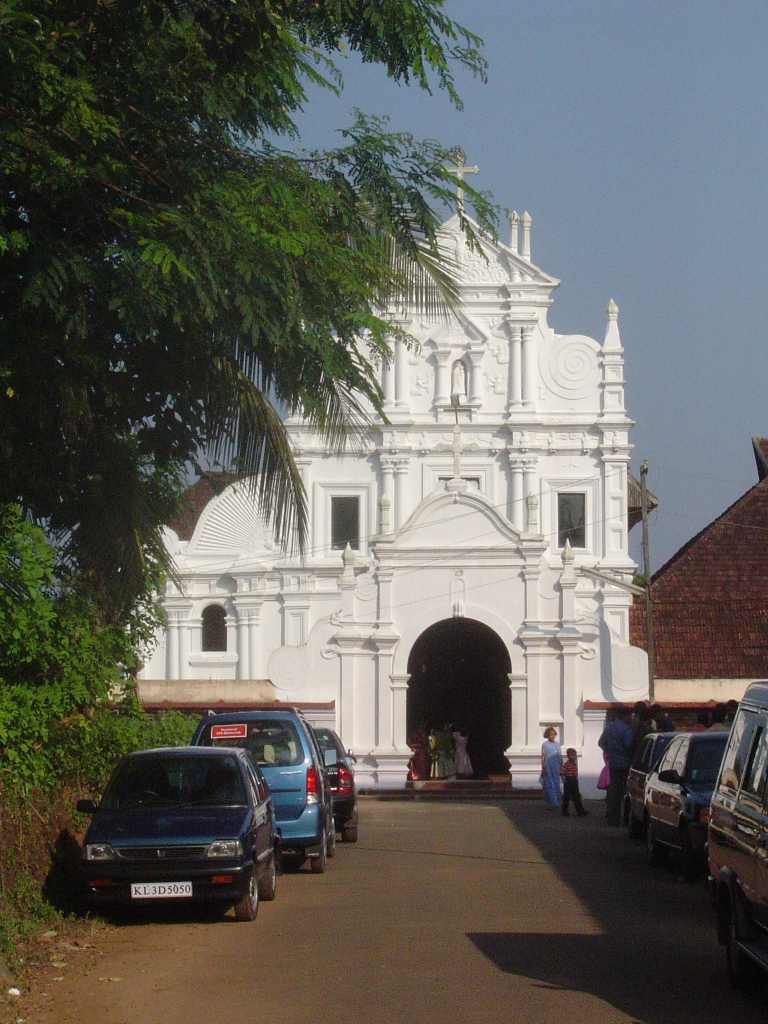
Cheria Pally (Neue Kirche) in Kottayam, Kerala (1579)

Die malankarische orthodox-syrische Kirche bzw. Indische Orthodoxe Kirche ist eine altorientalische Kirche in Südindien mit ungefähr 2,5 Millionen Mitgliedern. Sie ist den Thomaschristen zuzurechnen, hat jedoch abweichend die westsyrische Liturgie übernommen.
Sie führt ihre Geschichte und Autorität auf den Apostel Thomas. Derzeitiges Kirchenoberhaupt ist seit 2021 Katholikos Baselios Marthoma Mathews III., der Baselios Marthoma Paulose II. nachfolgte. Die Kirche wird auch als Indische Orthodoxe Kirche bezeichnet und ist zu unterscheiden von der malankarischen syrisch-orthodoxen Kirche sowie der syro-malankarischen katholischen Kirche.

## Geschichte
Der größere Teil der Thomaschristen näherte sich ab dem 17. Jahrhundert der Syrisch-Orthodoxen Kirche von Antiochien an und stand in der Folge unter einem eigenen „Metropoliten von Malankara“ einheimischer Herkunft, der für seine Ordination aber weitgehend von der Mutterkirche abhängig war.
Während der britischen Kolonialherrschaft spaltete sich 1888 die mit der Church of England unierte Mar-Thoma-Kirche ab. Zur Abwehr protestantischer Tendenzen stärkten die Orthodoxen ihre Verbindung mit dem antiochenischen Patriarchat, wehrten sich aber zugleich gegen dessen Bestrebungen, auch die inneren Angelegenheiten der indischen Tochterkirche zu regeln und über Kirchengut zu bestimmen. Bei seinem Indienbesuch 1909/11 exkommunizierte Patriarch Ignatius Abdallah II. den Metropoliten Gewarghese Mor Dionysius VI. Vattasseril (1908–1934) und erhob an seiner Stelle Paulos Mor Qurillos Kochuparambil (1911–1917) zum Metropoliten. Die faktische Spaltung wurde zum formellen Schisma, als Abdallahs Vorgänger und 1912/13 in Indien amtierender Rivale, Patriarch Ignatius Abd al-Masih († 1915), am 17. September 1912 das Amt des Maphrians, des „Katholikos des Ostens“, in Malankara neu errichtete und Murimattam Mor Paulos Ivannios unter dem Amtsnamen Mor Baseleios Paulos I. (1912–1914) zum dortigen Katholikos weihte. Damit war ein vom syrisch-orthodoxen Patriarchat Antiochien getrennter, faktisch autokephaler Zweig der Kirche entstanden. Der nach Unabhängigkeit von Antiochien strebende Zweig der syrisch-orthodoxen Kirche Indiens errichtete 1934 die „malankarische orthodox-syrische Kirche“, jedoch wurde das Schisma 1964 vorübergehend beendet und eine gemeinsame Hierarchie unter dem „Katholikos des Ostens“ eingerichtet. Unter Katholikos Basilios Augen I. (1965–1975) lebten die Spannungen jedoch wieder auf, als der Katholikos den Titel „Nachfolger auf dem Thron des Apostels Thomas“ annahm. Der Konflikt verstärkte sich, als der syrisch-orthodoxe Patriarch 1972 einen für die Inder nicht akzeptablen Patriarchatsassistenten entsandte. Als der Patriarch 1975 Katholikos Basilios Augen I. exkommunizierte und seinerseits Paulose Mar Philoxenis als Baselios Paulose II. (1975–1996) zum Maphrian (Katholikos) weihte, wurde der Bruch vollzogen. Die Anhänger des 1975 zurückgetretenen Basilios Augens wählten Mor Basilios Marthoma Mathews I. (1975–1991; † 1996) zum Katholikos und errichteten die autokephale malankarische orthodox-syrische Kirche, während der Rest als autonome malankarische syrisch-orthodoxe Kirche unter der Oberhoheit des antiochenischen Patriarchats verblieb, das in Indien durch einen „Katholikos von Indien“ vertreten wird.
Im Juni 2018 wurden vier Priester der Kirche in Indien angeklagt, unter dem Beichtgeheimnis erhaltene Informationen zur Erpressung und zum sexuellen Missbrauch einer verheirateten Frau genutzt zu haben. Die Forderung der nationalen Frauenkommission der indischen Regierung, als Konsequenz daraus die Beichte abzuschaffen, wurde von Vertretern mehrerer christlicher Kirchen abgelehnt.

## Katholikoi
- 1912–1914 Baselios Paulose I.
- Siebenjährige Sedisvakanz
- 1925–1928 Baselios Geevarghese I. (zuvor Mor Philoxenos von Kottayam)
- 1929–1964 Baselios Geevarghese II. (zuvor Mor Geevarghese Gregorios von Niranam und Thumpamon)
- 1964–1975 Baselios Augen I.
- 1975–1991 Baselios Marthoma Mathews I. († 1996 im Ruhestand)
- 1991–2005 Baselios Marthoma Mathews II.
- 2005–2010 Baselios Marthoma Didymos I.
- 2010–2021 Baselios Marthoma Paulose II.
- seit 2021 Baselios Marthoma Mathews III.

## Gliederung
Die Indische Orthodoxe Kirche gliedert sich in 19 Diözesen in Indien, überwiegend in Kerala, eine Diözese in den USA und eine Diözese für Kanada und Europa. Die Bischofssynode steht unter dem Vorsitz des Katholikos. Stellvertreter sind der designierte Nachfolger und ein weiterer Metropolit.